# 米科拉斯·比爾日什卡
米科拉斯·比尔日什卡（立陶宛語：发音ⓘ、1882年8月24日-1962年8月24日），波兰语名为米哈乌·比尔日斯卡（波蘭語：Michał Birżyszka）是立陶宛编辑，历史学家、文学教授，外交家和政治家，《立陶宛獨立法案》的签署人之一.。